# Coriolopsis
Coriolopsis is een geslacht in de familie Polyporaceae. De typesoort is Coriolopsis occidentalis.

## Soorten
Volgens Index Fungorum telt het geslacht 22 soorten (peildatum maart 2023):
| Soortnaam                                    | Auteur(s)                          | Publicatiejaar |
| -------------------------------------------- | ---------------------------------- | -------------- |
| Coriolopsis albobadia                        | (Lloyd) T. Hatt. & Sotome          | 2013           |
| Coriolopsis badia                            | (Berk.) Murrill                    | 1907           |
| Coriolopsis bataanensis                      | Murrill                            | 1908           |
| Coriolopsis brunneoleuca                     | (Berk.) Ryvarden                   | 1972           |
| Coriolopsis burchellii                       | (Berk. ex Cooke) Ryvarden          | 1988           |
| Coriolopsis byrsina                          | (Mont.) Ryvarden                   | 1972           |
| Coriolopsis daedaleoides                     | (Berk.) Ryvarden                   | 1972           |
| Coriolopsis dendriformis                     | Hai J. Li, Y.C. Dai & B.K. Cui     | 2019           |
| Coriolopsis ekunduensis                      | (Henn.) A. David & Rajchenb.       | 1992           |
| Coriolopsis fumosa                           | Murrill                            | 1912           |
| Coriolopsis gallica (Bruine borstelkurkzwam) | (Fr.) Ryvarden                     | 1973           |
| Coriolopsis hainanensis                      | Hai J. Li, Y.C. Dai & B.K. Cui     | 2019           |
| Coriolopsis helvola                          | (Fr.) Ryvarden                     | 1972           |
| Coriolopsis luteola                          | (X.Q. Zhang & J.D. Zhao) J.D. Zhao | 1989           |
| Coriolopsis luteo-olivacea                   | (Berk. & Broome) Teng              | 1963           |
| Coriolopsis occidentalis                     | (Klotzsch) Murrill                 | 1905           |
| Coriolopsis phaea                            | (Lév.) Teng                        | 1963           |
| Coriolopsis phocina                          | (Berk. & Broome) Murrill           | 1907           |
| Coriolopsis pruinata                         | (Klotzsch) Teng                    | 1963           |
| Coriolopsis suberosifusca                    | (Corner) T. Hatt. & Sotome         | 2013           |
| Coriolopsis telfairii                        | (Klotzsch) Ryvarden                | 1972           |
| Coriolopsis turgida                          | (Lloyd) Teng                       | 1963           |